# Dickite
La dickite (simbolo IMA: Dck) è un minerale piuttosto raro della classe dei "silicati e germanati". La sua composizione chimica è Al2(Si2O5)(OH)4 e quindi è chimicamente un silicato di alluminio con ioni idrossido supplementari. Strutturalmente appartiene ai fillosilicati.

## Etimologia e storia
La dickite è stata scoperta per la prima volta nella miniera di Pant-y-Gaseg vicino ad Amlwch sull'isola di Anglesey, al largo della costa nord-occidentale del Galles. Il minerale fu descritto per la prima volta dal metallurgista e chimico scozzese Allan Brugh Dick (1833-1926), che studio i minerali di Anglesey in generale e ne descrisse le proprietà in dettaglio. Nel 1930, Clarence S. Ross e Paul F. Kerr ripresero il suo lavoro e chiamarono il minerale appena scoperto come il suo primo descrittore.

## Classificazione
La nona edizione della sistematica minerale di Strunz, valida dal 2001 e aggiornata dall'Associazione Mineralogica Internazionale (IMA) fino al 2009, elenca la dickite nella classe "9. Silicati (germanati)" e nella sottoclasse "9.E Fillosilicati"; questa è ulteriormente suddivisa in base alla struttura dello strato, in modo che il minerale possa essere trovato nella suddivisione "9.ED Fillosilicati con strati di caolinite composti di reti di tetraedri e ottaedri", dove forma il sistema nº 9.ED.05 insieme a caolinite, nacrite e odinite.
Nell'edizione successiva, proseguita dal database "mindat.org" e chiamata Classificazione Strunz-mindat, tale classificazione rimane invariata.
Nella Sistematica dei lapis (Lapis-Systematik) di Stefan Weiß la dickite è elencata nella classe dei "silicati" e nella sottoclasse dei "fillosilicati"; qui è nella sezione dei "silicati stratificati simili alla mica e strutture correlate; gruppo della caolinite" dove forma il sistema nº VIII/H.25 insieme a caolinite, nacrite, halloysite-7Å e idrohalloysite.
Anche la classificazione dei minerali secondo Dana, utilizzata principalmente nel mondo anglosassone, classifica la dickite nella categoria dei "minerali fillosilicati". Qui si trova insieme a caolinite, nacrite, halloysite, endellite e odinite nel "gruppo della caolinite" con il sistema nº 71.01.01 all'interno della sottosezione dei "fillosilicati: strati di anelli a sei membri con strati 1:1".

## Abito cristallino
La dickite cristallizza nel sistema monoclino nel gruppo spaziale Cc (gruppo nº 9) con i parametri reticolari a = 5,15 Å, b = 8,94 Å, c = 14,42 Å e β = 96,7°, oltre a due unità di formula per cella unitaria.

## Proprietà
Riscaldata fra i 510 °C e i 575 °C perde acqua per disidratazione. È solubile in acido solforico.

## Modificazioni e varietà
La dickite forma una serie polimorfa con halloysite, caolinite e nacrite,cioè tutti i minerali hanno la stessa composizione chimica, anche se cristallizzano in sistemi cristallini diversi o all'interno dello stesso sistema cristallino, ma in diversi gruppi spaziali.

## Origine e giacitura
La dickite si forma nelle cavità delle vene idrotermali, dove di solito si presenta in paragenesi con il quarzo o la sua varietà calcedonio e con vari carbonati e/o solfuri.
Essendo una formazione minerale piuttosto rara, la dickite può essere abbondante in vari siti, ma nel complesso non è molto comune e sono noti circa 500 siti. Oltre alla sua località tipo "Pant-y-Gaseg" vicino ad Amlwch, il minerale si trovava nel Regno Unito in diversi luoghi nelle contee inglesi di Cornovaglia e Cumbria, vicino a Lochgilphead nella regione scozzese di Strathclyde, e in altri luoghi del Galles come il Rhondda Cynon Taf.
Quantità significative del minerale sono state scoperte vicino a Kara Čeku, nel Kazakistan centrale.
In Germania, il minerale si trovava nella Wildschapbachtal e vicino a Triberg im Schwarzwald nella Foresta Nera nel Baden-Württemberg, vicino a Sankt Andreasberg in Bassa Sassonia, in diversi luoghi nel Bergisches Land, nella regione della Ruhr, nel Sauerland e nel Siegerland nella Renania Settentrionale-Vestfalia, in molti luoghi dell'Eifel dalla Renania Settentrionale-Vestfalia alla Renania-Palatinato, in alcuni luoghi nei Monti Metalliferi sassoni (Altenberg, Schneeberg) e vicino a Ronneburg e Weida in Turingia.
In Austria, la dickite è stata finora trovata solo in alcuni siti della Carinzia, tra cui il gruppo del Kreuzeck e vicino a Bleiburg, negli Alti Tauri del Salisburghese, nel comune di Sankt Stefan ob Leoben e nel distretto di Murau in Stiria.
In Svizzera, il minerale è stato finora trovato nel comune di Scuol, a Splügen (comune di Rheinwald) e nella Val Renastga nel Canton Grigioni, nella "Grube Lengenbach" nella valle di Binn nel Canton Vallese e in campioni di roccia vicino ad Airolo, che sono stati esaminati durante la costruzione della galleria ferroviaria del San Gottardo.
Altre località includono molti siti in Paesi sparsi per il mondo.

## Forma in cui si presenta in natura
La dickite sviluppa solo piccoli cristalli tabulari e pseudoesagonali di pochi millimetri di diametro. Di solito si trova sotto forma di aggregati minerali piatti, terrosi o massicci, per cui le compresse di cristallo impilate hanno occasionalmente un aspetto simile a un libro. Nella sua forma pura, la dickite è incolore e trasparente. Tuttavia, poiché si presenta prevalentemente in forma policristallina, di solito appare bianco con una lucentezza simile alla seta sulle superfici a causa della rifrazione multipla della luce. Tuttavia, può anche assumere un colore giallastro a causa di mescolanze estranee, per cui la trasparenza diminuisce di conseguenza.